# Мемишоглу, Мехмет Неджати
Мехмет Неджати Мемишоглу (тур. Mehmet Necati Memişoğlu; род. 1878 или 1879, по официальным записям – 1302 г. х.  ≈ 1885) — турецкий политик, участник национально-освободительной войны, депутат I Великого национального собрания Турции от Лазистана (современной провинции Ризе).

## Биография
Родился в селении Шеньюва (Чинчива, Чамлыхемшин) в семье Решид-бея и Хадидже-ханым. Получил исламское начальное образование в родной деревне и продолжил обучение в медресе «Йетим Ходжа» в Эрзуруме (арабский и персидский языки). В 1909 году окончил Стамбульский Дар-уль-Фюнун (государственный университет), юридический факультет. После учёбы служил в судебной системе: с 1909 года назначался общественным прокурором в Гиресунском вилаете.

### Военная служба
Во время Первой мировой войны Мемишоглу добровольно вступил в армию: служил полевым имамом в 83-м полку 28-й дивизии на Кавказском фронте, затем (с ноября 1916 г.) – батальонным имамом в 177-м полку на Македонском фронте. За личную храбрость и службу был отмечен турецкими и иностранными военными наградами. После заключения Мудросского перемирия в ноябре 1918 года он вошёл в состав Кавказской мусульманской армии и перебрался в Баку и далее – в Батум, где занимался организацией местного населения. В Батуме Мемишоглу выпустил проправительственную газету «Seda-i Millet», популяризировавшую идею национальной борьбы. Он рассылал этот журнал по городам Восточного Черноморья и Закавказья; одна его копия попала к Мустафе Кемалю, который пригласил Мемишоглу выступить представителем Лазистана на Эрзурумском конгрессе 1919 года.

### Политическая деятельность
На Эрзурумском конгрессе (июль 1919 г.) Мемишоглу выступал с речами, выражая антимандатную позицию и поддерживая тезисы Кемаля Ататюрка. По итогам конгресса он был официально избран представителем Лазистана и участвовал в работе конгресса как член программного комитета. В последующие месяцы, до формирования парламента, участвовал в боевых действиях: так, при подавлении антиправительственного восстания в Болу он возглавлял отряд просвещения населения и был даже некоторое время пленён повстанцами.
В турецком парламенте (I созыв) Мемишоглу занимал пост депутата от избирательного округа Лазистан (Ризе–Артвин). Он относился к лагерю «Анатолийского правительства» (после провозглашения республики – член партии CHP – Республиканской народной партии). В составе Великого национального собрания работал в комиссиях по юстиции, национальной обороне, экономике, народному образованию и пропаганде. По официальным данным, за время своего депутатства он выступил в парламенте 41 раз с трибуны и подготовил 5 законопроектов. За активную деятельность на национально-освободительном фронте (участие в Эрзурумском конгрессе и Войне за независимость) Мемишоглу был награждён Красно-зелёной лентой ордена Независимости (İstiklal Madalyası).

### Поздние годы
После окончания срока депутатства (1923 год) Мехмет Мемишоглу переехал в Эскишехир, где занимался адвокатской практикой и коммерцией (владел гостиницей). В 1926 году при расследовании дела об убийстве президента Ататюрка выяснилось, что в ресторане его гостиницы ужинали участники покушения. Мемишоглу был арестован 14 июня 1926 года и предстал перед Верховным трибуналом независимости в Анкаре. Его признали виновным лишь в тайном политическом членстве (без прямого участия в заговоре) и приговорили к пяти годам ссылки в Синоп. В ссылке (1926–1931) он занимался сельским хозяйством (выращиванием табака) и завершил перевод «1001 хадис» на турецкий язык.
После отбытия наказания Мемишоглу остался в Синопе и возобновил адвокатскую практику. В 1946 году он вошёл в число учредителей Демократической партии (DP) от Синопа. В 1954 году по состоянию здоровья переехал вместе с семьёй в Анкару. 6 марта 1959 года Мехмет Мемишоглу скончался в медицинском центре Анкары и был похоронен на кладбище Джебеджи («Cebeci Asri»).

## Личная жизнь
Мемишоглу был женат, имел дочь.